# Telephlebia
Telephlebia is een geslacht van libellen (Odonata) uit de familie van de glazenmakers (Aeshnidae).

## Soorten
Telephlebia omvat 6 soorten:
- Telephlebia brevicauda Tillyard, 1916
- Telephlebia cyclops Tillyard, 1916
- Telephlebia godeffroyi Selys, 1883
- Telephlebia tillyardi Campion in Tillyard, 1916
- Telephlebia tryoni Tillyard, 1917
- Telephlebia undia Theischinger, 1985